# Championnat d'Italie de football de deuxième division 1963-1964
Navigation
Édition précédente Édition suivante
La saison 1963-1964 de Serie B, organisée par la Lega Calcio pour la dix-huitième fois, est la 32e édition du championnat de deuxième division en Italie. Les trois premiers sont promus directement en Serie A et les trois derniers sont relégués en Serie C.
À l'issue de la saison, Varèse termine à la première place et monte en Serie A 1964-1965 (1re division), accompagné par le vice-champion, Cagliari, et le troisième Foggia.

## Compétition
La victoire est à deux points, un match nul à 1 point.

### Classement
| Rang | Équipe         | Pts  | J  | G  | N  | P  | Bp | Bc | Diff |
| ---- | -------------- | ---- | -- | -- | -- | -- | -- | -- | ---- |
| 1    | Varèse P       | 51   | 38 | 17 | 17 | 4  | 44 | 19 | +25  |
| 2    | Cagliari       | 49   | 38 | 16 | 17 | 5  | 44 | 23 | +21  |
| 3    | Foggia         | 46   | 38 | 15 | 16 | 7  | 42 | 27 | +15  |
| 4    | Padoue         | 45   | 38 | 16 | 13 | 9  | 43 | 27 | +16  |
| 5    | Hellas Vérone  | 44   | 38 | 15 | 14 | 9  | 44 | 31 | +13  |
| 6    | Lecco          | 44   | 38 | 15 | 14 | 9  | 36 | 29 | +7   |
| 7    | Brescia        | 40-7 | 38 | 18 | 11 | 9  | 55 | 28 | +27  |
| 8    | Naples R       | 39   | 38 | 12 | 15 | 11 | 39 | 35 | +4   |
| 9    | Potenza P      | 38   | 38 | 10 | 18 | 10 | 31 | 28 | +3   |
| 10   | Triestina      | 37   | 38 | 11 | 15 | 12 | 28 | 33 | -5   |
| 11   | Catanzaro      | 37   | 38 | 13 | 11 | 14 | 38 | 47 | -9   |
| 12   | Palerme R      | 35   | 38 | 9  | 17 | 12 | 25 | 28 | -3   |
| 13   | Pro Patria     | 33   | 38 | 9  | 15 | 14 | 35 | 42 | -7   |
| 14   | Venise R       | 33   | 38 | 10 | 13 | 15 | 32 | 44 | -12  |
| 15   | Parme          | 32   | 38 | 8  | 16 | 14 | 31 | 43 | -12  |
| 16   | Monza          | 32   | 38 | 8  | 16 | 14 | 32 | 46 | -14  |
| 17   | Alexandrie     | 32   | 38 | 9  | 14 | 15 | 27 | 48 | -21  |
| 18   | Prato P        | 31   | 38 | 8  | 15 | 15 | 31 | 44 | -13  |
| 19   | Udinese Calcio | 29   | 38 | 9  | 11 | 18 | 28 | 40 | -12  |
| 20   | Cosenza        | 26   | 38 | 8  | 10 | 20 | 23 | 46 | -23  |

|  | Promotion en Serie A                        |
|  | Relégation en Serie C                       |
|  | P : Promu de Serie C R : Relégué de Serie A |

- Brescia a une pénalité de sept points pour une tentative de corruption d'un match.